# Core Infrastructure Initiative
Core Infrastructure Initiative (CII) は Linux Foundation傘下のプロジェクトの一つ。

## 概要
インターネットまたはその他の主要なシステムなどで使用・利用される、クリティカルなフリーソフトまたはオープンソースソフトウェアの開発元のプロジェクトをサポートする。
クリティカルなソフトウェアであってもその開発、保守や運用が十分であるとは限らない。オープンソース全体の安全性を高めるためのプロジェクトといえる。
OpenSSL のクリティカルな脆弱性 Heartbleed が2014年に発見されたため発足が検討されたとされている。OpenSSL は HTTPSなどの暗号化で幅広く使用されているが、開発体制は十分でなかった。
2020年には、CII は クリティカルなフリーソフト、オープンソースソフトウェアについてのセキュリティに関連したレポートを作成し公表している。